# Elaphoglossum gracilifolium
Elaphoglossum gracilifolium är en träjonväxtart som beskrevs av Jacobus Petrus Roux.
Elaphoglossum gracilifolium ingår i släktet Elaphoglossum och familjen Dryopteridaceae. Inga underarter finns listade i Catalogue of Life.